# 1988年夏季残疾人奥林匹克运动会肯尼亚代表团
1988年夏季残疾人奥林匹克运动会肯尼亚代表团是肯尼亚派出的1988年夏季残疾人奥林匹克运动会代表团。获得4枚银牌和1枚铜牌。